# Thervay
Thervay ist eine französische Gemeinde mit 389 Einwohnern (Stand 1. Januar 2022) im Département Jura in der Region Bourgogne-Franche-Comté. Sie gehört zum Arrondissement Dole und zum Kanton Authume.

## Geografie
Im Norden bildet der Fluss Ognon weitgehend die Grenze zu Malans und Bresilley im Département Haute-Saône. Die Nachbargemeinden im Département Jura sind Ougney und Saligney im Osten, Serre-les-Moulières im Südosten, Brans im Südwesten sowie Dammartin-Marpain im Nordwesten.

## Bevölkerungsentwicklung
| Jahr                       | 1962 | 1968 | 1975 | 1982 | 1990 | 1999 | 2008 | 2017 |
| -------------------------- | ---- | ---- | ---- | ---- | ---- | ---- | ---- | ---- |
| Einwohner                  | 416  | 364  | 298  | 323  | 307  | 361  | 377  | 385  |
| Quellen: Cassini und INSEE |      |      |      |      |      |      |      |      |

## Sehenswürdigkeiten
- Fontaine des cygnes, Monument historique seit 31. Juli 1990[1]
- Château de Balançon
- Kirche Saint-Martin
- Eine hydraulische Mühle aus dem 12. Jahrhundert, 2008 entdeckt wurde; sie dient als Modell für die Konstruktion der Mühle von Guédelon[2]

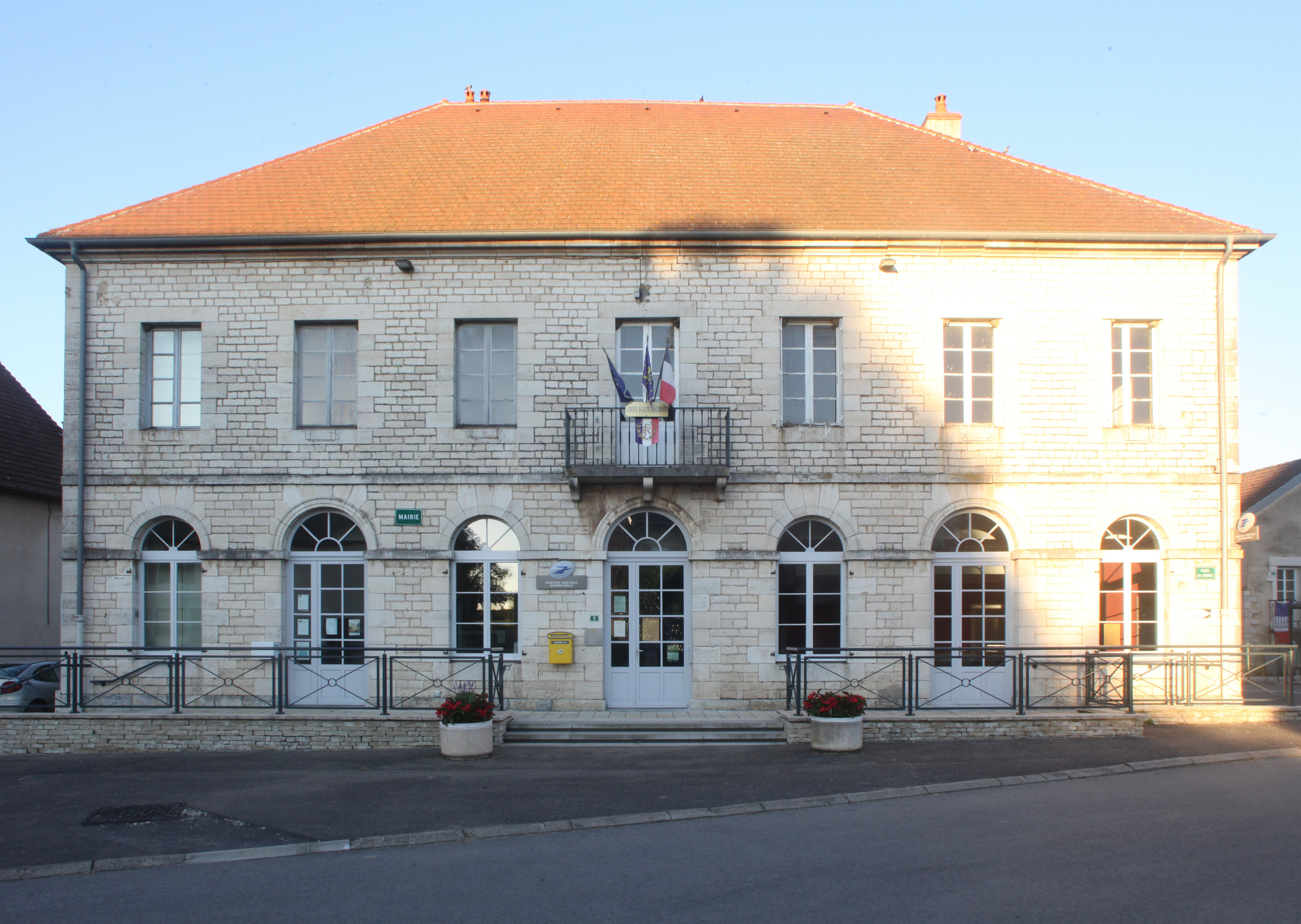
Mairie Thervay
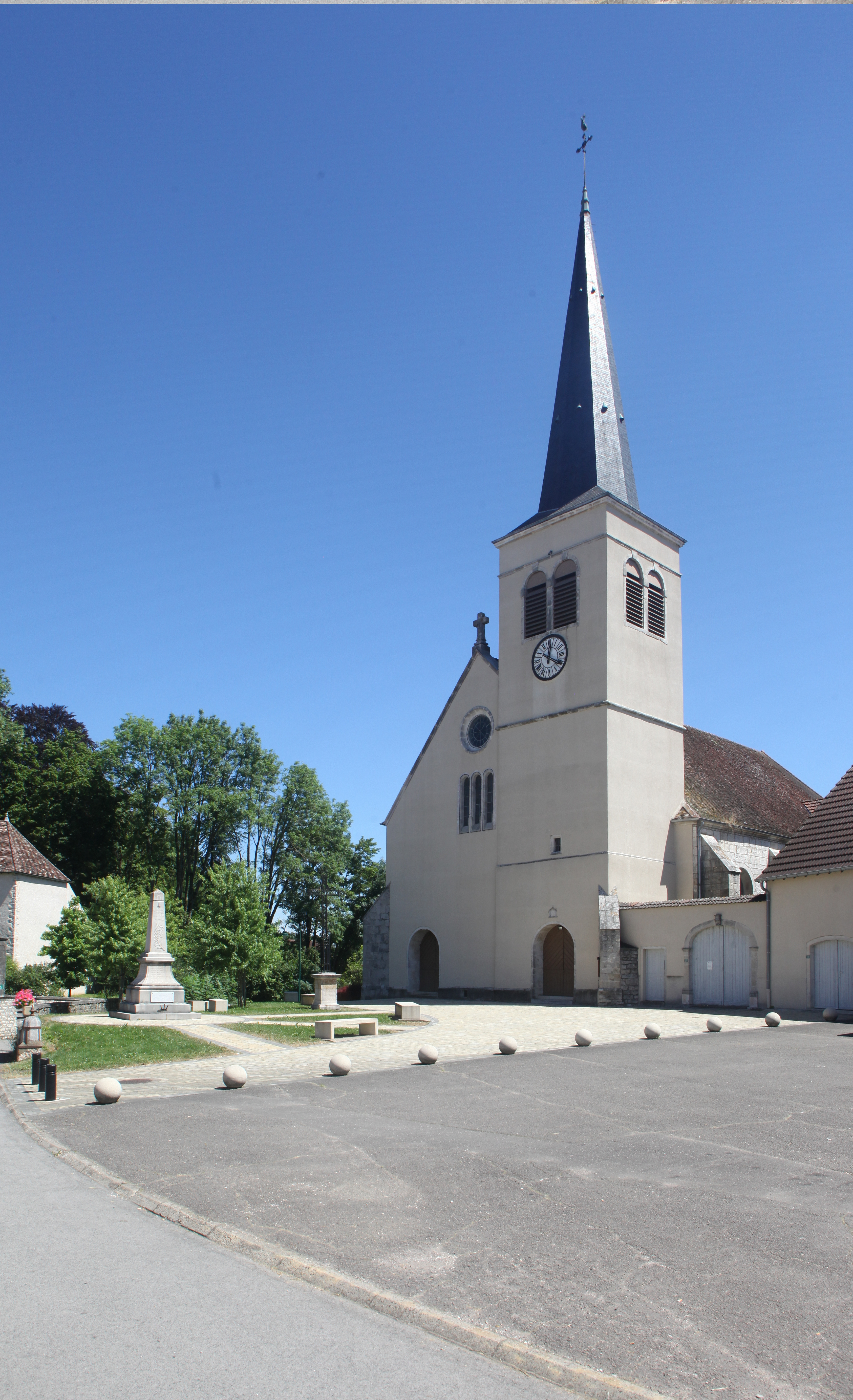
Kirche Saint-Martin
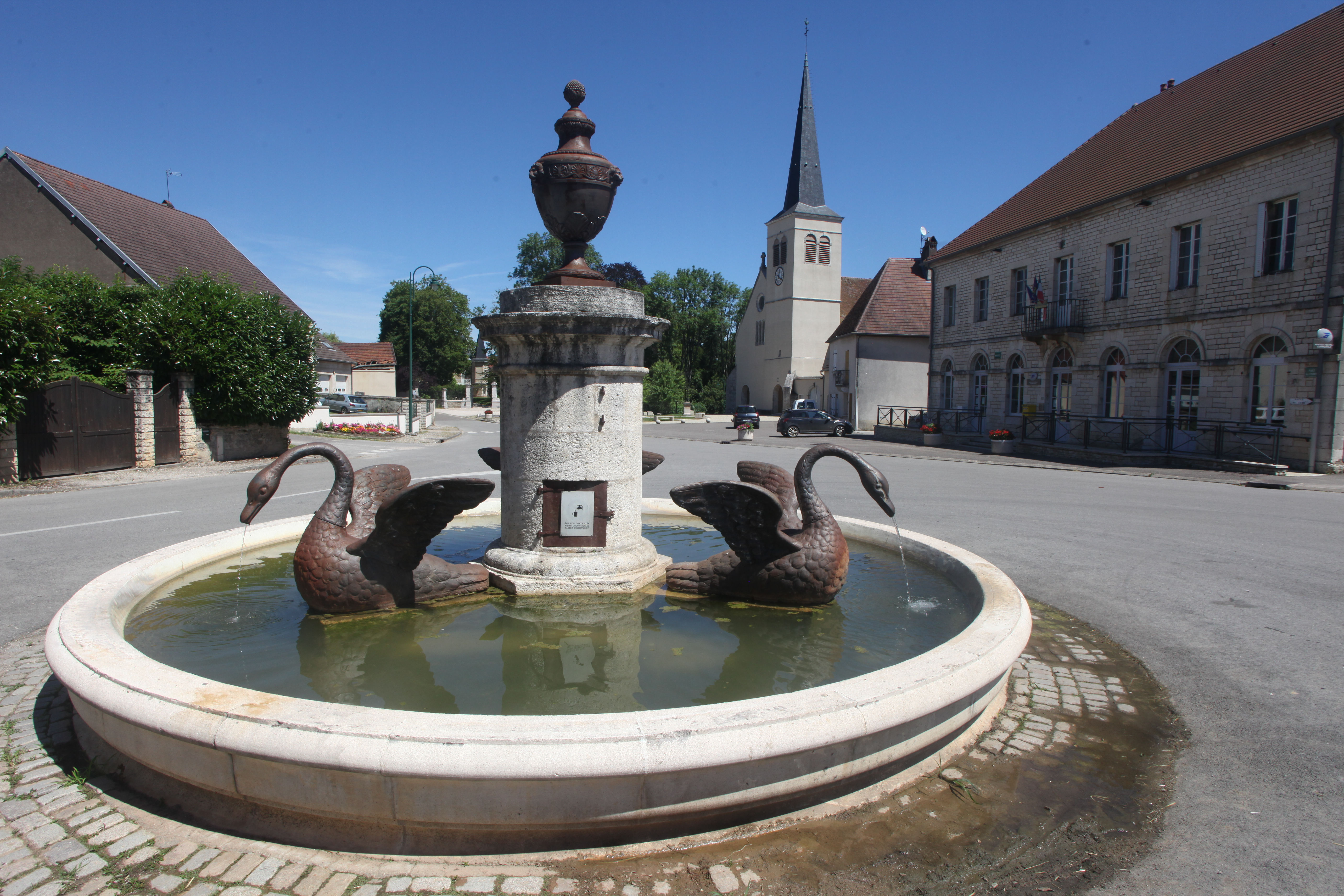
Fontaine des cygnes

## Persönlichkeiten
- Ferdinand de Rye (1550–1636), Erzbischof von Besançon 1586–1636